# 高野聖 (小說)
高野聖（日语：／）是由日本作家泉鏡花在1900年完成的作品，泉鏡花在寫完這部作品後逐漸在日本文壇站穩腳步。後來也被改編成歌舞伎電影，故事講述一位高野聖(僧侶)在野外遇難時山中遇見一位美麗神秘的女人，因而留宿她的家中。隨著夜晚的降臨，高野聖開始發現一些不合理的事情，並面臨道德與情感的掙扎，最終選擇離開這個充滿誘惑的地方。

## 劇情
一位旅客在他鄉旅途時來到鄉下，在因緣際會下與一位僧侶同居於小旅店內，僧侶在睡前提到自己現在已不是小小的僧侶，而是一位大寺廟的講經法師，並慢慢講述了一個自身過去還是小小僧侶時親身體驗的故事。
僧侶在各地旅遊時，有次在翻過山嶺的路上遭到水蛭與蛇的攻擊，狼狽不堪的僧侶被迫到一戶深山的住家借宿一晚，裡面住著一位美若天仙的女子，一位傻瓜與女子的管家，女子的管家正好要去城市把家中的馬賣掉，留下傻瓜跟女子招待僧侶在此休息一晚。
女子邀請僧侶到河邊洗澡，僧侶再三拒絕後仍不敵疲累與女子的邀請，所以最終還是與女子前往了河邊，但在路上遭遇了突然出現的蟾蜍與飛來的蝙蝠，女子突然臉色大變，卻又還是對僧侶百般溫柔。
隨著女子慢慢越界，最後僧侶與女子一同在河邊洗澡時，僧侶的內心也開始慢慢被攻陷。而隨著女子的觸碰與河水的清洗，僧侶感到異常的舒適並消除了所有的疲勞。
隔天僧侶依依不捨的離開了女子繼續踏上旅途，而在路上他開始萌生了想放棄修行回到女子身旁共度餘生的念頭。此時昨天去賣馬的管家正好遇到了僧侶，管家一眼就看出僧侶現在內心的想法，建議僧侶繼續修行並把女子的故事說給他聽。
原來女子是某個醫生的女兒，而當地流傳著許多這位女子的傳說，只要被這位女子觸碰到就可以化解所有的疼痛，所以許多人都會到醫生家求見女兒。某次醫生治療一位小傻瓜男孩時，小男孩疼痛不堪，在女子的觸碰下立刻好轉，結果男孩在手術結束後不願意離開女子，於是醫生只好命女兒前往男孩家過幾夜再回來。
不料剛好發生了巨大的豪雨，整個村莊幾乎全數罹難，只有女子、那位傻瓜男孩與前去陪同的管家活了下來，三人只好回到荒郊野外繼續生活。
而在野外時常會有旅客來訪，女子也慢慢發現自己的能力，她可以將任何的人變成動物，所以只要有迷途的旅客來訪，就可以先玩玩對方，並在厭倦後將對方變成動物，並到市場賣掉藉此支撐三人的生活。
管家最後建議僧侶拋棄這些世俗的慾望，繼續修行，成為一位講經法師。僧侶意識到昨天遇見的馬匹蟾蜍與蝙蝠皆是人所變成的。而僧侶目送管家離開到視線外後，繼續踏上旅途。

## 解說
此篇小說是非常常見的劇情，「迷途的旅客在野外迷路或遭遇山難，意外在借宿一晚時遭遇到的恐怖故事」。與台灣魔神仔或是倩女幽魂的故事相似。
雖然作者沒有明說，但學界普遍認為此書的故事是參考自唐朝的「太平廣記‧板橋三娘子」。

## 相關項目
- 高野聖
- 泉鏡花